# Jeffrey Lay
Jeffrey „Jeff“ Donald Lay (* 6. Oktober 1969 in Ottawa) ist ein ehemaliger kanadischer Leichtgewichts-Ruderer. Er gewann eine olympische Silbermedaille und einen Weltmeistertitel.

## Karriere
Lays internationale Karriere begann erst nach seiner Graduierung an der University of Western Ontario. Bei den Weltmeisterschaften 1993 in Račice u Štětí gewann er mit dem kanadischen Leichtgewichts-Achter den Titel. Bei den Weltmeisterschaften 1994 belegte er mit Robert Fontaine, Gavin Hassett und Bryan Thompson aus dem Vorjahres-Achter den vierten Platz im Leichtgewichts-Vierer ohne Steuermann. 1995 erreichte der kanadische Leichtgewichts-Vierer ohne Steuermann in der Besatzung Brian Peaker, Jeffrey Lay, Dave Boyes und Gavin Hassett den vierten Platz bei den Weltmeisterschaften in Tampere. Bei der olympischen Premiere des Leichtgewichts-Ruderns 1996 in Atlanta siegten die Dänen mit einer halben Sekunde Vorsprung vor den Kanadiern.
Lay, der bei den Panamerikanischen Spielen 1995 zwei Silbermedaillen gewonnen hatte, wechselte 1997 wieder in den Leichtgewichts-Achter und gewann Bronze bei den Weltmeisterschaften. 1998 belegte Lay mit einem neu gebildeten Leichtgewichts-Vierer ohne Steuermann den elften Platz. Zum Abschluss seiner Karriere erreichte Lay bei den Weltmeisterschaften den vierten Platz mit dem Leichtgewichts-Achter.